# ياسين سلطاني
ياسين سلطاني  (1973 الجزائر) هو لاعب كرة قدم جزائري.

## روابط خارجية
- ياسين سلطاني على موقع قاعدة بيانات كرة القدم.إي يو (الإنجليزية)
- ياسين سلطاني على موقع ناشيونال فوتبول تيمز (الإنجليزية)